# Mikuty (województwo warmińsko-mazurskie)
Mikuty (niem. Mykutten, 1938–1945 Mikutten) – wieś w Polsce położona w województwie warmińsko-mazurskim, w powiecie piskim, w gminie Biała Piska. W latach 1975–1998 miejscowość administracyjnie należała do województwa suwalskiego.

## Historia
Wieś powstała w ramach kolonizacji Wielkiej Puszczy. Wcześniej był to obszar Galindii.
Wieś ziemiańska, dobra służebne w posiadaniu drobnego rycerstwa (tak zwani wolni, ziemianie w język staropolskim), z obowiązkiem służby rycerskiej (zbrojnej).
Wieś Mikuty została założona prawdopodobnie w 1435 roku (nie zachował się dokument lokacyjny) na 10 włókach i prawie chełmińskim. Zakładając wieś na prawie chełmińskim Zakon wyznaczał zasadźcę – sołtysa, którego obowiązkiem było zasiedlanie nadanego mu na ten cel obszaru ziemi. Zasadźcy z okręgów przygranicznych udawali się zazwyczaj na Mazowsze i tam werbowali osadników. Sołtys otrzymywał dziedziczenie kilka włók ziemi wolnej od czynszu, przeważnie 10% obszaru wsi, oraz sądownictwo niższe nad ludnością. Do niego należały dochody z tego sądownictwa, a czasem dodatkowo jedna trzecia z sądownictwa wyższego sprawowanego przez Zakon. Ciążył na nim obowiązek służby wojskowej w lekkiej zbroi. Sołtysa wsi czynszowych zaliczano go do tej samej kategorii co posiadaczy majątków służebnych. Do obowiązków sołtysa należało sprawowanie władzy policyjnej na wsi, dbanie o bezpieczeństwo jej mieszkańców, utrzymanie porządku, ściąganie czynszów i odprowadzanie ich do kasy Zakonu, prawdopodobnie także ściąganie dziesięciny dla proboszcza.
Nie zachował się oddzielny przywilej lokacyjny dla Mikut, jedynie w przywileju dla Kowalewa znajdowała się adnotacja o nadaniu niejakiemu Paszkowi 15 łanów za dodatkową jedną służbę zbrojną – tego nadania dokonał prokurator piski Janusz Klettenberg, za wiedzą komtura bałgijskiego Erazma Fischborna (w nagrodę za zasługi w czasie wojny).
W pierwszej połowie XV w. właścicielem Mikut był Paszko Przyborowski. W XV w. wieś była we władaniu szlacheckiej rodziny Bagieńskich (właścicieli wsi Bagieńskie).